# Casinaria compacta
Casinaria compacta là một loài tò vò trong họ Ichneumonidae.